# Movimiento Revolucionario Nacional Sindicalista
El Movimiento Revolucionario Nacional Sindicalista (MRNS), posteriormente llamado Movimiento Nacional Sindicalista, fue un movimiento político fascista y nacionalsindicalista chileno, con simpatías por el nazismo que existió entre  agosto de 1952 y mediados de los años 1980. Fue fundado, entre otros, por Ramón Callís Arrigorriaga y el filósofo Osvaldo Lira.
Siendo importante durante años 1970 en el desarrollo del pensamiento nacionalista chileno a través de la publicación de Forja (su principal órgano difusor), el movimiento fue desintegrado en algún momento durante la dictadura militar, a la cual adhirieron durante toda su existencia y de la que fueron parte a través de la Secretaría Nacional de los Gremios, organismo creado por el régimen dictatorial de Augusto Pinochet y cuya dirección fue asumida por el MRNS y miembros del recientemente autodisuelto Frente Nacionalista Patria y Libertad (FNPL).

## Historia

### Activismo nacionalista (1952-1973)

#### Orígenes
En la ciudad de Santiago en diciembre de 1947, apareció la publicación Bandera Negra, resultado del trabajo de un pequeño grupo doctrinal conformado inicialmente por jóvenes nacionalistas inspirados en el nacionalsindicalismo, que surgió como movimiento cultural y político en España en la década de 1930, y que tuvo entre sus ideólogos a José Antonio Primo de Rivera, Ramiro Ledesma Ramos y Onésimo Redondo. El pensamiento de estos autores fue contrastado y nutrido por textos de sindicalismo revolucionario de Georges Sorel y Hubert Lagardelle, hasta llegar a una síntesis que fue la base del ideario nacionalsindicalista.
El principal texto que sirvió de instrumento de estudio para los nacionalsindicalistas fue la obra del sacerdote Osvaldo Lira, Nostalgias de Vásquez de Mella, que luego fue complementado por material que el consulado de España en la ciudad de Valparaíso difundía sobre Ledesma y otros autores nacionalsindicalistas españoles.
El 5 de agosto de 1952, en vísperas de la elección presidencial que dio como vencedor a Carlos Ibáñez del Campo, el Nacional Sindicalismo chileno dejó de ser un grupo doctrinal y se avocó a la acción política, adoptando el nombre por el cual es conocido hasta hoy: Movimiento Revolucionario Nacional Sindicalista. Entre sus fundadores se encuentran Ramón Callís Arrigorriaga, Delfín Alcaide Wetson, Pedro Zurita Zurita y el sacerdote de la Congregación de los Sagrados Corazones, Osvaldo Lira Pérez, quienes dieron las bases del MRNS.
El filósofo Osvaldo Lira introdujo la doctrina de los cuerpos sociales y diseñando formas en las cuales dichos organismos tuvieran participación en la estructura del Estado pero autónomos a él. Con el paso del tiempo, el movimiento fue perdiendo su carácter casi confesional, incorporando la diversidad de credos. En opinión de algunos autores, el proyecto político del MRNS poseía una connotación de tipo «heroica» o «misional» en su fundación (que la académica Verónica Valdivia Ortiz de Zárate identifica como un intento de reconstituir el extinto Movimiento Nacional-Socialista de Chile), lo que se expresaba con claridad en las publicaciones virulentas realizadas en el periódico Bandera Negra, incluso después del triunfo de Ibáñez.
Al concluir el gobierno de Ibáñez, el MRNS generó un convencimiento absoluto de que no era posible construir una revolución nacional mediante la participación en las instituciones políticas demoliberales. Esto provocaría un mayor aislamiento, alejándose de la coyuntura política nacional y sufriendo con ello la carencia de apoyo de masas.

#### Persecución, oposición a Frei y Unidad Popular

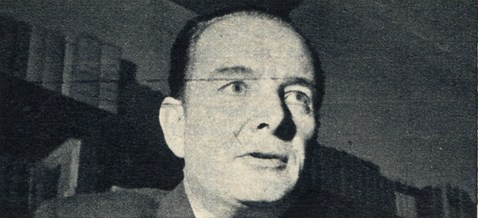
Jorge Prat, líder nacionalista y candidato presidencial del MRNS y Acción Nacional en 1964.

Los nacionalsindicalistas mantuvieron en general un bajo perfil hasta 1963, cuando apoyaron abiertamente la candidatura de Jorge Prat Echaurren, miembro del naciente partido Acción Nacional, para la elección presidencial del año siguiente; sin embargo esta se bajó en abril de 1964.
A mediados de ese año, Sótero del Río, ministro del Interior del gobierno de Jorge Alessandri, ordenó la disolución del MRNS por haber sido caracterizado como un movimiento de carácter nacista, acusación que fue desmentida por la organización, la cual resistió la orden. La Corte Suprema confirmó la existencia del MRNS, desechando la orden del Ministerio del Interior.

Resulta infundada, vista nuestra pobreza, la acusación del Ministro del Interior de que tenemos armas y somos un ejército.
Misael Galleguillos, dirigente del MRNS, julio de 1964.

Dado que los nacionalsindicalistas no tenían existencia legal, sus miembros se incorporaron al partido de Acción Nacional para presentarse como candidatos a las elecciones parlamentarias de marzo de 1965, aunque no lograron obtener escaños en el Congreso, por lo que la Acción Nacional dejó de ser un partido legalmente constituido.
En julio de 1965 el movimiento nacionalsindicalista declaró su abierta oposición al gobierno de Eduardo Frei Montalva, del Partido Demócrata Cristiano, por «su doctrina pseudocristiana y a sus métodos pseudodemocráticos, por ser todos de inspiración foránea».
En la víspera del año nuevo de 1966, tres miembros del MRNS fueron detenidos por la Policía Política en Santiago y acusados de terrorismo. Durante una semana, los tres jóvenes de entre 16 y 18 años fueron vinculados por la prensa oficialista a atentados realizados en la capital chilena para la víspera del año nuevo de 1965. El ministro del Interior del gobierno de Eduardo Frei Montalva, Bernardo Leighton, teniendo presente el fracaso de Alessandri por disolver el MRNS, optó por no ejercer ninguna acción judicial. Finalmente, después de allanamiento en locales del MRNS y declaración de jefes provinciales y otras gestiones policiales, los tres fueron liberados.
Mucho más fuerte fue, sin embargo, su oposición al gobierno siguiente, el de la Unidad Popular, asumido en 1970 con Salvador Allende, ya que el MRNS se declaraba abiertamente una agrupación anticomunista. Activa fue la acción política y la producción de material desde el año 1969, momento en el que se proyecta un triunfo de la Unidad Popular con argucias de la Democracia Cristiana. En conferencia de prensa, el MRNS señaló:

No somos democráticos. Somos nacionalistas y el verdadero nacionalismo es antidemocrático. Los democráticos están en este momento condenados a ser como las vírgenes necias, como los demócrata-cristianos, que lloran en el velorio del sistema y pretenden salvarlo y no saben cómo, por eso votarán por Allende. Bendito sea Dios que haya muerto la democracia, porque nos permite recoger a esta gente y en un momento determinado conducirlos al Estado Nacionalista, como sea...
El Mercurio, 6 de octubre de 1970, p 17.

### Dictadura militar y disolución (1973-1983)
A diferencia de Patria y Libertad, el golpe de Estado del 11 de septiembre de 1973 no marcó el fin de los nacionalsindicalistas, sino que por el contrario, parte de la organización adhirió a la dictadura militar encabezado por los militares. Sin embargo, mantuvieron una rivalidad con los gremialistas al interior del Ministerio Secretaría General de Gobierno, debido a sus diferencias respecto al rol del sindicalismo.

Por su parte, los gremialistas, encabezados por Jaime Guzmán, entendían la despolitización desde una óptica corporativista. De acuerdo a esta, los cuerpos intermedios, alejados de la influencia de cualquier partido político y del Estado, debían ser los organismos encargados de canalizar la participación ciudadana. A diferencia de los gremialistas, los nacionalistas, como el MRNS (Movimiento Revolucionario Nacional Sindicalista), eran partidarios de un corporativismo estatista. Desde su perspectiva, la despolitización del sindicalismo no significaba vaciarlos ideológicamente, sino apartarlos de la influencia de los partidos liberales y marxistas. De esta manera, debían participar en la toma de decisiones del Estado, haciéndose funcionales a este, siguiendo el estilo fascista.
Rolando Álvarez Vallejos, historiador, 2010.

Dentro de la dictadura militar, los nacionalsindicalistas encontraron refugio en la Secretaría Nacional de los Gremios (SNG), organismo creado en 1976, dependiente de la División de Organizaciones Civiles del Ministerio Secretaría General de Gobierno, y en la Escuela Sindical, dirigidas por los militantes del MRNS, Misael Galleguillos y Pedro Zurita, respectivamente. Desde allí se opusieron a ciertas medidas propuestas desde los sectores neoliberales del gobierno, entre ellas el «plan laboral» de 1979 y la fallida propuesta de privatización de Codelco.
La participación del MRNS en el régimen de Augusto Pinochet terminó en 1982 (aunque siguieron apoyando la dictadura), cuando se acusó a su dirigente Misael Galleguillos de haber participado en el asesinato de Tucapel Jiménez. La organización sostiene que el asesinato de Tucapel Jiménez y el posterior involucramiento fue una operación de guerra política, para eliminar al MRNS del trabajo gremial y sindical y dejar vía libre para la ejecución de las políticas neoliberales. Producto de eso, el movimiento terminó por disolverse.

## Filosofía y propuestas políticas

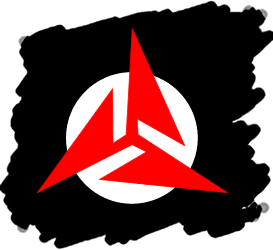
Símbolo del MRNS.

La ideología del MRNS suele ser asociada como una continuidad de los nacionalismos chilenos (una coherencia ideológica entre los partidos Nacionalista, Nacional-Socialista y Agrario Laborista, que finalmente da forma al FNPL y el propio MRNS), en que incorporaron el corporativismo, autoritarismo y un rechazo total por la democracia liberal.
Expertos y académicos sitúan al Movimiento Revolucionario Nacional Sindicalista como una agrupación fascista y que simpatizó con ideas del nazismo. Inspirado en el nacionalsindicalismo español, el MRNS desarrolla sus propias proposiciones políticas, que lo distinguió como una corriente de pensamiento muy especial dentro del nacionalismo chileno, destacándose por su postura radical y su tradicionalismo católico.

## Organización y funcionamiento
Entre 1952 y 1966, el liderazgo del MRNS fue ejercido por Ramón Callís Arrigorriaga y el "Consejo Revolucionario". El 14 de mayo de 1966, reunidos en Santiago los jefes provinciales de la organización eligieron un mando colegiado compuesto por un presidente, cargo ejercido por Eugenio Cáceres; primer secretario, Mario Urzúa Urrutia y segundo secretario, Renato Carmona Flores.
El 12 de septiembre de 1973, el MRNS cesó la actividad proselitista según las órdenes dadas por la Junta Militar presidida Augusto Pinochet Ugarte, de cuya dictadura fueron parte hasta 1982, cuando fueron culpados del asesinato de Tucapel Jiménez. El historiador de extrema derecha Erwin Robertson declaró en 1987 que «lo que queda del Movimiento Nacional-Sindicalista ha estado muy ligado al Gobierno [de Pinochet]».

## Miembros destacados
- Osvaldo Lira, clérigo y filósofo carlista.
- Franz Pfeiffer, activista neonazi.
- Juan Antonio Widow, académico y filósofo.
- Renato Carmona, ensayista.

## Líderes
- Ramón Callís A. (1952-1966)
- Eugenio Cáceres (1966-1973)
- Misael Galleguillos (1977-1982)